# Are You There
Are You There è il primo album in studio del tastierista polacco Michał Łapaj, pubblicato il 16 luglio 2021 dalla Mystic Production.

## Tracce
Testi di Paulina Kimbar-Łapaj, musiche di Michał Łapaj.
1. Pieces – 2:43
2. Flying Blind (feat. Mick Moss) – 4:05
3. Shattered Memories (feat. Mick Moss) – 7:10
4. Shelter (feat. Bela Komoszyńska) – 4:55
5. Where Do We Run – 10:11
6. Fleeting Skies (feat. Bela Komoszyńska) – 5:42
7. In Limbo – 11:40
8. Unspoken – 5:23
9. Surfacing – 7:02
10. From Within – 3:37

## Formazione
- Michał Łapaj – strumentazione, produzione
- Magda Srzedniccy – coproduzione, registrazione, missaggio, mastering
- Robert Srzedniccy – coproduzione, registrazione, missaggio, mastering
- Artur Szolc – batteria, percussioni
- Mick Moss – voce (tracce 2 e 3)
- Bela Komoszyńska – voce (tracce 4 e 6)

## Classifiche
| Classifica (2021) | Posizione massima |
| ----------------- | ----------------- |
| Polonia           | 5                 |